# Vickers Type 143
Vickers Type 143 (с англ. — «Виккерс Тип 143») — Британский одноместный истребитель-биплан, созданный компанией Vickers в 1929—1930-х годах. 6 единиц были построены специально для Боливии в 1930-м, самолёты использовались ей в Чакской войне против Парагвая.

## Дизайн и разработка
В начале 1929 года Боливия вовлечена в пограничные споры с Парагваем из-за региона Гран-Чако и пыталась нарастить свои военно-воздушные силы. Боливия разместила заказ на 6 самолётов Vickers Type 143, которые, в свою очередь были развитием самолёта Vickers Type 141 с двигателем Rolls-Royce Kestrel, позже двигатель был заменен на Bristol Jupiter VIA, который использовался и на других самолётах ВВС Боливии. Также на самолётах была усилена ходовая часть, чтобы лучше справляться с неровными покрытиями на боливийских аэродромах, также материал корпуса вместо деревянного стал цельнометаллическим.
Первый полет Type 143 состоялся 11 июня 1929 года, он успешно прошёл все критерии отбора, перед доставкой в Боливию один из шести самолётов прошел оценку в Экспериментальном институте самолётов и вооружения.
Седьмой самолёт Vickers Type 177 был построен в соответствии с требованиями спецификации N. 21/26 Министерства Авиации, как палубный истребитель с двигателем Jupiter XF, и с управляемым торможением колес, для облегчения маневрирования на палубе авианосца. Первый полет Vickers Type 177 совершил 26 ноября 1929 года, показав максимальную скорость в 310 км/ч. Однако на вооружение был принят Hawker Nimrod, разработанный не в соответствии с требованиями.

## История применений
Поставка 6-ти Type 143 в Боливию началась в январе 1930 года. Хотя данные самолёты пользовались успехом на службе боливийских ВВС, три из них были списаны, к тому моменту как пограничные споры с Парагваем уже переросли в боевые действия. Три оставшихся самолёта продолжали нести службу, повредив как минимум один парагвайский Wibault 73 в воздушном бою. Позднее самолеты Vickers заменили на Curtiss Hawk.

## Модификации
Шесть самолётов Vickers Type 143 были построены для Боливии. Версия с двигателем Bristol Jupiter VIA, мощностью 450 л. с. Vickers Type 177 ― Прототип палубного истребителя с двигателем Bristol Jupiter XFS, мощностью 540 л. с. В производство не пошел.

## Страны-операторы
- ВВС Боливии. 6 самолётов стояло на вооружении.
- ВВС Британии. Не принят не вооружение.

## Характеристики
Характеристики Vickers Type 143:
- Длина: 8.496 м
- Размах крыльев: 10.36 м
- Высота: 3.43 м
- Площадь крыльев: 31.2 м²
- Масса нетто: 1,019 кг
- Масса брутто: 1,415 кг
- Силовая установка: 1 × 9-ти цилиндровый двигатель с воздушным охлаждением Bristol Jupiter VIA, мощностью 450 л. с.
- Максимальная скорость: 240 км/ч на высоте в 3,500 метров
- Максимальная высота: 6,100 метров
- Скороподъемность: 10 минут на высоту 4,000 метров.